# Френклин (Тексас)
Френклин (енгл. Franklin) град је у америчкој савезној држави Тексас. По попису становништва из 2010. у њему је живело 1.564 становника.

## Демографија
Према попису становништва из 2010. у граду је живело 1.564 становника, што је 94 (6,4%) становника више него 2000. године.
| Група             | 2000.         | 2010.         |
| Белци             | 1.027 (69,9%) | 1.056 (67,5%) |
| Афроамериканци    | 287 (19,5%)   | 302 (19,3%)   |
| Азијати           | 6 (0,4%)      | 2 (0,1%)      |
| Хиспаноамериканци | 130 (8,8%)    | 189 (12,1%)   |
| Укупно            | 1.470         | 1.564         |